# Emilia Errera
Emilia Errera (Trieste, 15 maggio 1866 – Milano, 12 dicembre 1901) è stata una scrittrice italiana.

## Biografia
Nacque in una famiglia ebraica dal veneziano Cesare Errera e dalla mantovana Luigia Fano. Ebbe due sorelle, Rosa e Anna, e un fratello, Carlo.
Conseguì il diploma per l'insegnamento a Venezia e frequentò l'Istituto di Magistero di Firenze sotto la guida di Enrico Nencioni, docente di letteratura che le trasmise la passione per la storia e per la letteratura inglese, al quale Errera avrebbe dedicato diversi anni più tardi un articolo commemorativo sulla rivista fiorentina Il Marzocco. Nel 1887 intraprese la carriera dell'insegnamento prestando servizio in diverse scuole di Firenze. In quegli anni iniziò a pubblicare degli articoli su alcune riviste come Cordelia, la Rassegna nazionale, Letture per le giovinette e Biblioteca per l'infanzia. Dopo la morte di sua madre si trasferì a Milano per ricongiungersi con le sue sorelle.
Del 1890 è il suo saggio pubblicato sulla Rassegna nazionale incentrato sulle Filippiche di Alessandro Tassoni, un'invettiva contro la dominazione spagnola in Italia. L'opera di Errera inizia con un ampio esame dell'ambiente e dei fatti attorno alla vicenda, in particolare riguardo ai rapporti dell'autore con Casa Savoia. La sua simpatia per l'autore sembra fondata su sentimenti condivisi di patria e libertà, insieme alla speranza per un'Italia unita. I suoi saggi su Charles Dickens mostrano apprezzamento per l'umorismo dello scrittore inglese e per la demarcazione netta tra i personaggi buoni e quelli cattivi. In particolare, il suo Carlo Dickens del 1895 risultò essere il saggio più lungo sull'autore inglese in Italia.
Morì di polmonite a soli 35 anni. È sepolta nel Cimitero ebraico di Milano.